# Teilungsartikel
Der Teilungsartikel oder partitive Artikel ist in manchen Sprachen ein Artikel zur Bezeichnung einer unbestimmten Menge unzählbarer Dinge wie Stoffe und Substanzen. Durch diese Wörter wird nichts geteilt, sondern auf unbestimmte Teilmengen einer Gesamtheit Bezug genommen.
Im Französischen und Italienischen wird der Teilungsartikel beispielsweise mit der Präposition der Herkunft (de bzw. di) und dem bestimmten Artikel gebildet.
Französisch: Est-ce qu’il a bu de l’alcool ?
Deutsch: Hat er Alkohol getrunken?
Nach Mengenangaben steht im Französischen kein Teilungsartikel: Il a bu un litre d’alcool.
Italienisch: Vuole della carne?
Deutsch: Möchten Sie Fleisch?
Während der Teilungsartikel im Französischen nach ziemlich strengen Regeln verwendet wird, kann er im Italienischen stets weggelassen oder umformuliert werden. In der deutschen Sprache kommt der Teilungsartikel nicht vor. Vereinzelt kommen vergleichbare Formen vor, wie z. B. in
Möchten Sie von dem Fleisch dort?
Der partitive Artikel sollte nicht mit dem Partitiv verwechselt werden, der als Kasus in manchen Sprachen eine ähnliche Funktion hat.